# Marast
Marast település Franciaországban, Haute-Saône megyében. Lakosainak száma 49 fő (2022. január 1.). Marast Moimay, Autrey-le-Vay, Borey és Esprels községekkel határos.

## Népesség
A település népességének változása:
| Lakosok száma | 44   | 47   | 52   | 55   | 55   | 56   | 58   | 53   | 49   |
|               | 2013 | 2015 | 2016 | 2017 | 2018 | 2019 | 2020 | 2021 | 2022 |